# Frontaliers Disaster
Frontaliers Disaster è un film svizzero del 2017 diretto da Alberto Meroni e interpretato da Flavio Sala e Paolo Guglielmoni. Trasposizione cinematografica della serie Frontaliers, è stato distribuito direttamente in DVD per il mercato italiano.

## Trama
Roberto Bussenghi è un pendolare frontaliere italiano che, regolarmente, viene fermato alla dogana svizzera di Bizzarone dalla guardia di confine Loris Bernasconi per dei controlli fiscali. A seguito dell'ennesimo scatto di '"solerzia" (aveva fermato un pullman di spettatori Ticinesi diretti al Teatro alla Scala scambiandoli per contrabbandieri) quest'ultimo viene licenziato ed è costretto a cercare un nuovo lavoro.
Dopo numerosi tentativi falliti, viene assunto dalla ditta Sprungler & Kupfler di Lugano, proprio dove lavora Bussenghi, nel frattempo promosso a project manager per un importante e segretissimo brevetto che ha già solleticato l'interesse dei concorrenti. Bernasconi diventa guardia del corpo di un esasperato Bussenghi, seguendolo in tutte le sue mansioni, nonché nella vita privata. La vicinanza forzata fa livellare le differenze fra i due, che cominciano quindi a collaborare e a stringere amicizia, tanto che, Bussenghi, aiuta anche Bernasconi a dichiararsi alla fidanzata Amélie. Proprio durante la serata dell'appuntamento fra i due, Bussenghi viene rapito da dei sicari della concorrenza (Nord e Sud), per cui Bernasconi ed il suo ex collega Verunell devono trovare e salvare il loro ex bersaglio preferito alla dogana.
Dopo aver recuperato Bussenghi e imprigionato i carcerieri, il film si conclude con le nozze travagliate fra Loris e Amélie, di cui Roberto è testimone, nonché col reintegro nelle guardie doganali del solerte agente.